# Мусаев, Шамурат
Шамурат Мусаев (1890 или 1891 — 1973) — звеньевой колхоза имени Ахунбабаева. В 1949 году его звено получило урожай хлопка 71,8 центнера с гектара на 6 гектарах площади, за что в 1950 году был удостоен звания Героя Социалистического Труда. С 1951 по 1963 годы был депутатом 3-го,4-го и 5-го созывов Верховного Совета Каракалпакской АССР. В 1961 году стал почётным академиком Академии наук Узбекской ССР.

## Биография
Шамурат Мусаев родился в 1890 году или в 1891 году в Сырдарьинской области Туркестанского края (ныне Каракалпакстан, Узбекистан). С детства начал работать в сельском хозяйстве, а после начала коллективизации вступил хлопководческий колхоз имени Ахунбабаева, который находился в Чимбайском районе.
В 1937 году начал работать звеньевым в этом колхозе. За работу в 1948 году был награждён своим первым орденом Ленина. В 1949 году звено которым руководил Мусаев на 6 гектарах площади собрало урожай хлопка по 71,8 центнера с гектара. 13 июня 1950 года указом Президиума Верховного Совета СССР «за получение высоких урожаев риса, хлопка и зеленцового стебля кенафа на поливных землях в 1949 году» Шамурату Мусаеву было присвоено звание Героя Социалистического Труда. По результатам работы 1956 года был награждён своим третьим орденом Ленина.
С 1951 по 1963 годы изберался депутатом 3-го,4-го и 5-го созывов Верховного Совета Каракалпакской АССР. В 1961 году стал почётным академиком Академии наук Узбекской ССР. В 1971 году вышел на пенсию, при этом пенсионного возраста он достиг за 13 лет до этого. Шамурат Мусаев скончался в 1973 году.

## Награды
Шамурат Мусаев был удостоен следующих наград:
- Медаль «Серп и Молот» (13 июня 1950 — № 5109);
- 3 ордена Ленина (19 июля 1949; 13 июля 1950 — № 122564; 11 января 1957);
- Медаль «За трудовое отличие» (1 марта 1965);
- так же ряд прочих медалей.